# Gibberula sandwicensis
Gibberula sandwicensis là một loài ốc biển, là động vật thân mềm chân bụng sống ở biển trong họ Marginellidae, họ ốc mép.
Cách viết "sandwichensis" là sai chính tả.

## Phân bố
Chúng phân bố ở Ấn Độ Dương dọc theo Madagascar